# Кнайзель, Франц
Франц Кнайзель (нем. Franz Kneisel; 26 января 1865, Бухарест — 26 марта 1926, Нью-Йорк) — американский скрипач и музыкальный педагог немецко-румынского происхождения.
Окончил Бухарестскую консерваторию (1879), затем учился в Вене у Якоба Грюна и Йозефа Хельмесбергера. Начал концертировать в 1882 г., в 1884—1885 гг. играл в оркестре Беньямина Бильзе.
В 1885 г. был приглашён Вильгельмом Герике занять место концертмейстера в Бостонском симфоническом оркестре; на этом посту Кнайзель оставался до 1905 г., одновременно выступая с оркестром как солист и исполняя обязанности помощника дирижёра. В 1905 г. Кнайзель переехал в Нью-Йорк и стал первым главой кафедры скрипки в Институте музыкального искусства. Среди его учеников, в частности, были Джозеф Фукс и Саша Якобсен. На протяжении 32 лет (1885—1917) Кнайзель оставался бессменной первой скрипкой основанного им струнного квартета.
Дочь — Марианна Кнайзель, скрипачка и музыкальный педагог.